# تري فريمان
تري فريمان (بالإنجليزية: Trey Freeman)‏ مواليد 12 أكتوبر 1992 في فرجينيا بيتش، هو لاعب كرة سلة أمريكي. بدأ مسيرته الاحترافية في سنة 2016. يلعب في دوري الرابطة الوطنية لفئة التطوير كلاعب هجوم خلفي. يحمل الرقم 10. يبلغ طوله 6 قدم 3 بوصة (1.9 م).

## روابط خارجية
- تري فريمان على موقع سبورتس رفرنس (الإنجليزية)
- تري فريمان على موقع كرة السلة الأوروبية.كوم (الإنجليزية)
- تري فريمان على موقع DraftExpress.com (الإنجليزية)
- تري فريمان على موقع إي إس بي إن.كوم (الإنجليزية)
- تري فريمان على موقع كلية كرة السلة في سبورتس رفرنس.كوم (الإنجليزية)
- تري فريمان على موقع ريلجم (الإنجليزية)
- تري فريمان على موقع بروبوليرز (الإنجليزية)
- تري فريمان على موقع سبورتس رفرنس (الإنجليزية)